# Dryophilocoris flavoquadrimaculatus
Espèce
Dryophilocoris flavoquadrimaculatus est une espèce d'insectes hémiptères de la famille des Miridae. C'est une petite punaise de 7 à 8 mm de taille inféodée aux chênes.